# Contea di Anxi
La contea di Anxi (安溪县S, Ānxī XiànP) è una contea della Cina, situata nella provincia del Fujian.